# MDNA Tour
Die MDNA Tour war die neunte Konzert-Tournee der US-Musikerin Madonna. Sie bewarb dabei ihr zwölftes Studioalbum MDNA. Im Rahmen der Tournee fanden 2012 Konzerte in Asien, Europa, Nordamerika und Südamerika statt. Das erste Mal trat Madonna auch in Kolumbien, Ukraine, Schottland und den Vereinigten Arabischen Emiraten auf. Es war die zweite Tournee (davor „Sticky & Sweet Tour“), die unter dem Vertrag mit Live Nation lief. Die Tour wurde die erfolgreichste Konzertreise des Jahres 2012 und spielte $305 Millionen ein.

## Rezeption
Die Tour verursachte von Beginn an Kontroversen. So wurde beispielsweise Madonnas exzessive Gewaltdarstellung im ersten Teil der Show kritisiert, insbesondere während des Songs Gang Bang. In Istanbul entblößte Madonna ihre Brust, woraufhin ein großes Medienecho und Diskussionen um diesen Auftritt folgten. Während des Zwischenstücks Nobody Knows Me zeigt Madonna die französische Politikerin Marine Le Pen mit Hakenkreuz auf der Stirn. Le Pen, Chefin der rechtsgerichteten Partei Front National, drohte Madonna mit einer Klage, sollte sie das Video beim Konzert in Frankreich ebenfalls zeigen. Madonna hielt diese Androhung von Konsequenzen jedoch nicht von der Show ab. Das Konzert in Paris fand am 14. Juli unverändert statt.
Die drei Deutschland-Konzerte in Berlin und Köln fanden ein positives Medienecho. Die Show wurde als Bühnenmeisterwerk mit vielen neuen Ideen beschrieben. Besonders gelobt wurde Madonnas Interpretation ihres alten Hits Like a Virgin, der als intime Ballade mit Klavieruntermalung präsentiert wurde.
In Moskau setzte sich Madonna für die inhaftierte Band Pussy Riot ein und forderte während des Konzertes deren Freilassung, was ihr Kritiken von ultraorthodoxen Christen einbrachte. Gläubige verbrannten Madonna-Porträts vor und nach dem Konzert und protestierten. In St. Petersburg sprach sich Madonna für die Toleranz gegenüber Homosexuellen aus. Örtliche Politiker zeigten Madonna prompt wegen Verstoßes gegen das „Homo-Propaganda“-Gesetz an, welches in St. Petersburg existiert. Als Beweisstücke wurde Videomaterial von Madonnas Rede, verbunden mit Zeugenaussagen bei der Staatsanwaltschaft eingereicht. Gleichzeitig lobten viele russische Homosexuelle Madonnas Mut, am Ort des Brennpunktes ihre Standpunkte zu vertreten. Für die Konzerte in Moskau und St. Petersburg bestand zudem eine Sicherheitswarnung der amerikanischen Botschaft, da zuvor verschiedene Gewaltdrohungen eingingen, sollten die Konzerte wie geplant stattfinden.

## Gestaltung
Madonna präsentierte neben acht neuen Stücken aus dem Album MDNA auch viele Klassiker und Fan Favoriten. Neben Like a Virgin, sind auch Songs wie Papa Don’t Preach, Express Yourself, Open Your Heart, Vogue, Human Nature und Like a Prayer zu hören. Die knapp zweistündige Show wurde in vier Akte eingeteilt. Bei mehreren Songs erhielt Madonna Unterstützung des baskischen Kalakan Trios.
Die Tourkostüme wurden vorwiegend von Jean Paul Gaultier und Arianne Phillips entworfen. Madonna spielte, wie bei den vorangegangenen Tourneen, bei einigen Songs Gitarre. In der Band befanden sich erneut langjährige Wegbegleiter, wie Monte Pittman an der Gitarre, sowie Kevin Antunes am Keyboard und der Schlagzeuger Brian Fraser Moore. Madonnas ehemaliger Lebensgefährte Brahim Zaibat war einer der insgesamt 22 Tänzer. Außerdem waren zwei Slackliner in die Show eingebunden.

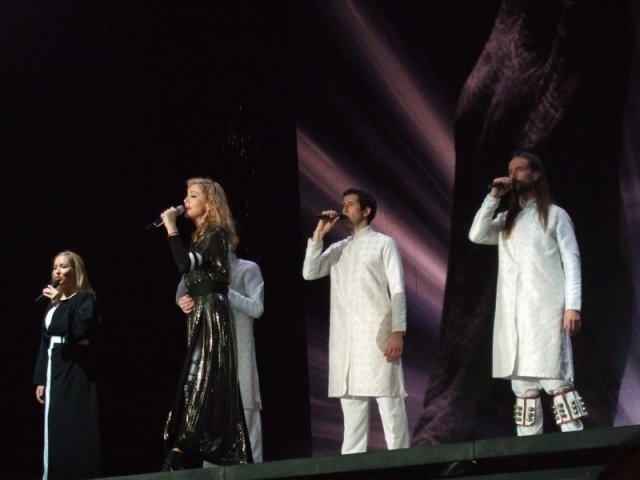
Madonna singt Like a Prayer

## Aufnahmen und Ausstrahlungen
Madonnas Konzerte am 19. und 20. November in der American Airlines Arena in Miami, Florida wurden für eine DVD mitgeschnitten. Die Show sollte ursprünglich in Kolumbien gefilmt werden, was aber wegen Zeitproblemen des Regisseurs nicht realisiert wurde.
Madonna gab am 26. Juli 2012 ein Zusatzkonzert in der Pariser Konzerthalle Olympia. Das Konzert wurde via YouTube auf dem Kanal LoveLiveTV live übertragen. Madonna kam erst verspätet auf die Bühne und spielte nur neun Songs in knapp 45 Minuten, darunter Turn Up The Radio als Opener, Open Your Heart und Masterpiece als folgende Hits und weitere Songs wie Vogue und Human Nature. Sie wurde nach dem Konzert ausgebuht und stark beleidigt.
Während des Tourstartes in Tel Aviv wurden kleine Ausschnitte von Girl Gone Wild, Express Yourself, Give Me All Your Luvin' , Turn Up The Radio und Like A Prayer gefilmt und veröffentlicht.
Anfang September erschienen zu der Tour eine Live-Aufnahme in Form eines Albums sowie einer DVD und Blu-Ray unter dem Titel MDNA World Tour. Die Blu-Ray Edition wurde stark seitens der Kunden kritisiert, da sie nach Meinung zahlreicher Käufer Bildfehler aufwies. Der Hersteller Universal sagte in einem Statement, das alle Effekte als Stilmittel verwendet wurden und demnach kein Bildfehler vorliegt.
Die deutsche Erstausstrahlung im Free TV fand in der Silvesternacht 2013/2014 um 0 Uhr auf 3sat statt. Hier wurde die Konzertaufnahme aus Miami im Rahmen des 3sat Specials Pop Around the Clock in voller Länge gezeigt.

## Vorgruppen
- Martin Solveig (Europa, Nordamerika)
- Paul Oakenfold (Europa, Nordamerika, Südamerika)
- Alesso (Europa)
- Nero (Nordamerika)
- will.i.am (Paris, São Paulo and Rio de Janeiro)
- Offer Nissim (Tel Aviv, Istanbul)
- Benny Benassi (Abu Dhabi, Washington, D.C.)
- LMFAO (London, Nizza)
- DJ Kirill Doomski (Kiew)
- DJ Fabrício Peçanha (Porto Alegre)
- Sebastian Ingrosso (Kiew)
- Carl Louis & Martin Danielle (Oslo)
- Laidback Luke (Philadelphia, Buenos Aires, Santiago, Córdoba)
- Avicii (New York City – September 2012)
- DJ Misha Skye (Denver, Phoenix)

## Songliste
1. Virgin Mary (Kalakan-Trio-Vorspan, enthält Elemente aus Psalm 91, „Birjina Gaztetto bat zegoen“)
2. Girl Gone Wild (enthält Elemente aus Material Girl und Give It 2 Me)
3. Revolver
4. Gang Bang
5. Papa Don’t Preach
6. Hung Up (enthält Elemente aus Girl Gone Wild und Sorry)
7. I Don’t Give A
8. Best Friend (Remix) (Video-Zwischenspiel) (enthält Elemente aus Heartbeat)
9. Express Yourself (enthält Elemente aus Born This Way und She’s Not Me)
10. Give Me All Your Luvin’ (Remix)
11. Turning Up the Hits (Video-Zwischenspiel) (enthält Elemente aus Holiday, Into the Groove, Lucky Star, Like a Virgin, 4 Minutes, Ray of Light and Music)
12. Turn Up The Radio
13. Open Your Heart (enthält Elemente des Kalakan Songs „Sagarra jo!“)
14. Masterpiece (mit Kalakan)
15. Justify My Love (Remix) (Video Zwischenspiel)
16. Vogue
17. Candy Shop (enthält Elemente aus „Ashamed of Myself“ von Kelley Polar und Erotica)
18. Human Nature
19. Like a Virgin (Enthält Elemente aus Abel Korzeniowskis „Evgeni’s Waltz“)
20. Nobody Knows Me (Remix) (Video Zwischenspiel)
21. I’m Addicted
22. I’m a Sinner (enthält Elemente aus Cyber-Raga)
23. Like a Prayer (enthält Elemente aus „De Treville-n Azken Hitzak“)
24. Celebration (enthält Elemente aus „Girl Gone Wild“ und „Give It 2 Me“)

- Holiday wurde ab 8. September vereinzelt zur Setlist hinzugefügt.
- Love Spent wurde ab 20. September vereinzelt zur Setlist hinzugefügt.
- Einige Teile aus Give It 2 Me wurden seit dem 1. November mit Celebration verbunden.
- Beim Konzert in Edinburgh wurden Like a Virgin und I’m Addicted nicht gespielt.
- Bei der zweiten Show in Vancouver wurden Holiday und Like a Virgin nicht gespielt.
- Everybody wurde bei dem ersten San-Jose-Konzert anstatt Holiday wegen des 30. Jubiläums gespielt.
- Bei dem zweiten St.-Paul-Konzert sprach Madonna einige Zeilen aus American Life nach Human Nature.
- Während des zweiten Konzerts in New York am 13. November sangen Madonna und Psy das Lied Gangnam Style und Madonnas Lied Music. Holiday, Masterpiece und Give It 2 Me wurden nicht gespielt.
- Während der zweiten Show in Mexiko spielte Madonna ihren Hit Spanish Lesson aus ihrem Album Hard Candy.
- Während der beiden Buenos-Aires-Konzerte spielte Madonna den Hit Don’t Cry for Me Argentina aus dem Musical „Evita“ von Andrew Lloyd Webber nach Like a Virgin.

## Tourdaten

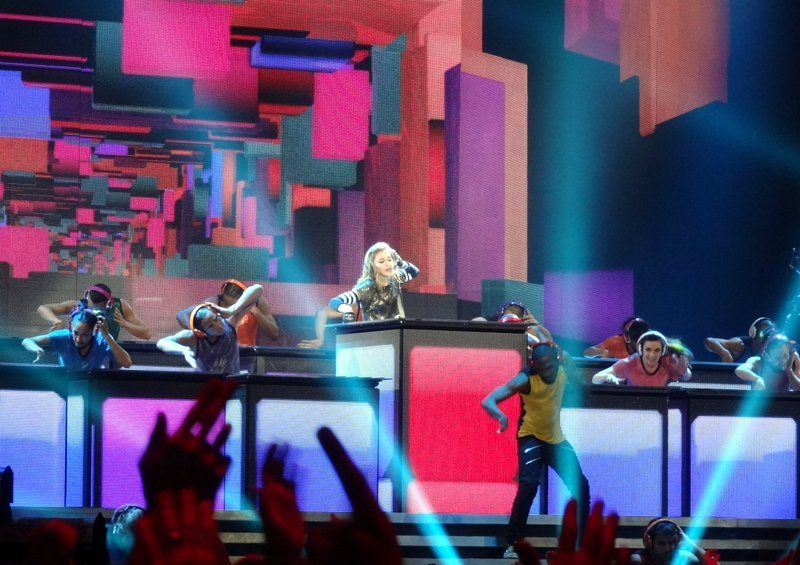
Madonna singt Celebration in Berlin

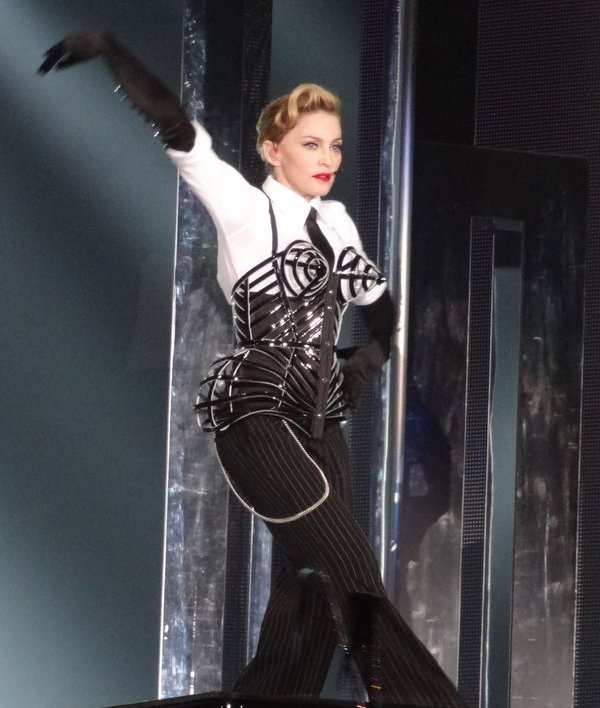
Madonna singt Vogue

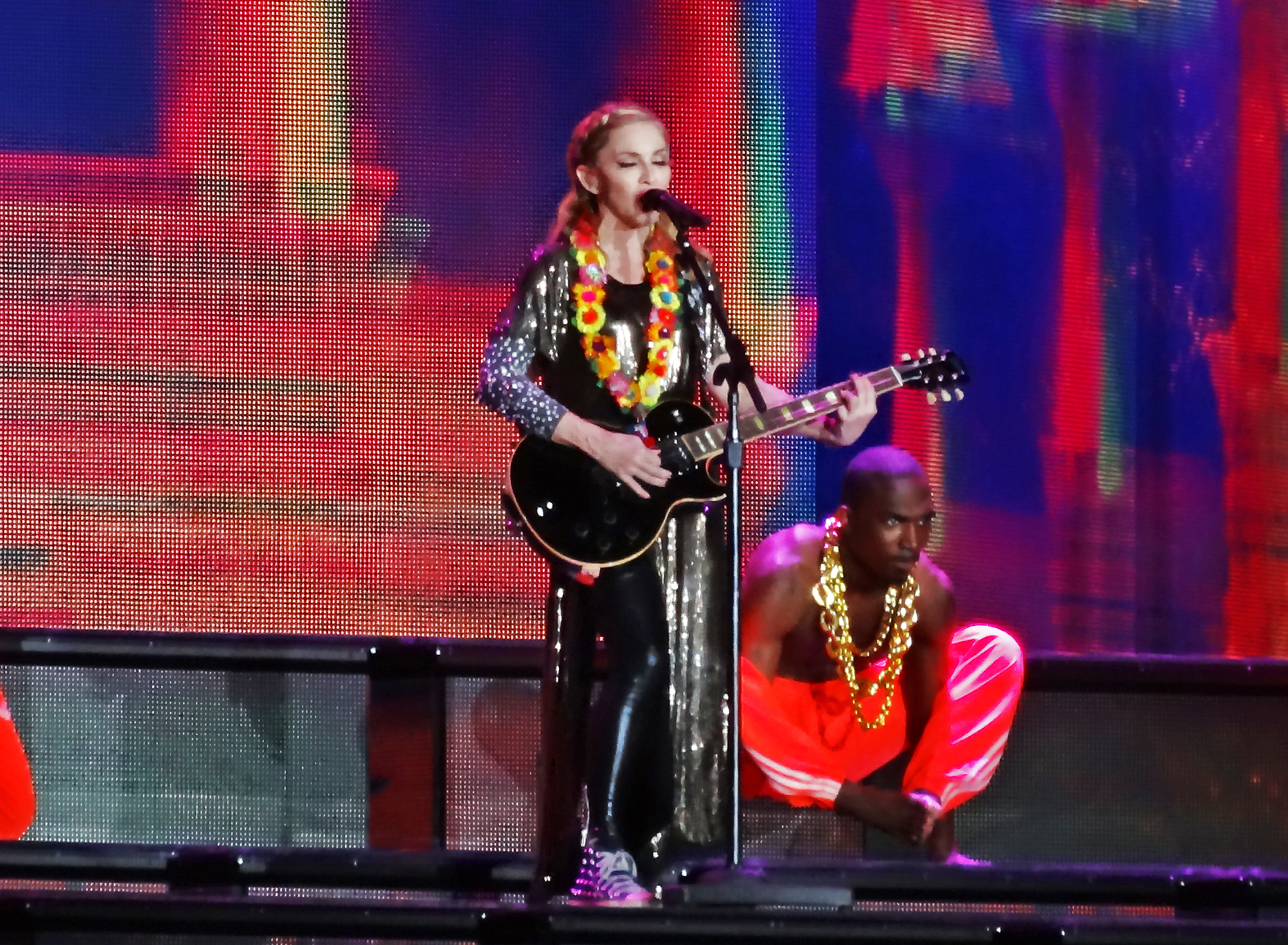
Madonna singt I’m A Sinner in New York City

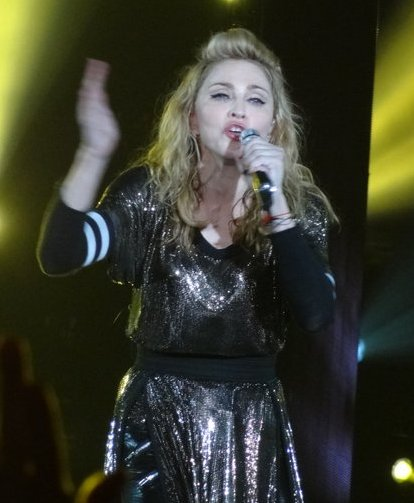
Madonna singt Like a Prayer

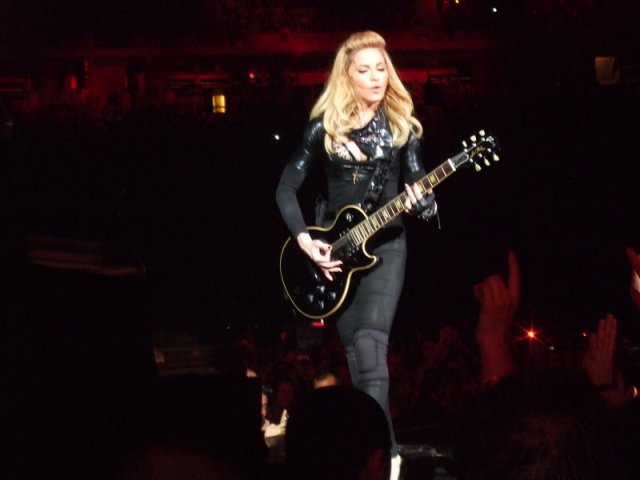
Madonna singt I Don’t Give A in Mailand

| Datum              | Stadt             | Land                         | Veranstaltungsort            |
| Asien              | Asien             | Asien                        | Asien                        |
| ------------------ | ----------------- | ---------------------------- | ---------------------------- |
| 31. Mai 2012       | Tel Aviv          | Israel                       | Ramat-Gan-Stadion            |
| 3. Juni 2012       | Abu Dhabi         | Vereinigte Arabische Emirate | du Arena                     |
| 4. Juni 2012       | Abu Dhabi         | Vereinigte Arabische Emirate | du Arena                     |
| Europa             |                   |                              |                              |
| 7. Juni 2012       | Istanbul          | Türkei                       | Türk Telekom Arena           |
| 12. Juni 2012      | Rom               | Italien                      | Stadio Olimpico              |
| 14. Juni 2012      | Mailand           | Italien                      | Giuseppe-Meazza-Stadion      |
| 16. Juni 2012      | Florenz           | Italien                      | Stadio Artemio Franchi       |
| 20. Juni 2012      | Barcelona         | Spanien                      | Palau Sant Jordi             |
| 21. Juni 2012      | Barcelona         | Spanien                      | Palau Sant Jordi             |
| 24. Juni 2012      | Coimbra           | Portugal                     | Estádio Cidade de Coimbra    |
| 28. Juni 2012      | Berlin            | Deutschland                  | O2 World                     |
| 30. Juni 2012      | Berlin            | Deutschland                  | O2 World                     |
| 2. Juli 2012       | Kopenhagen        | Dänemark                     | Parken (Stadion)             |
| 4. Juli 2012       | Göteborg          | Schweden                     | Ullevi                       |
| 7. Juli 2012       | Amsterdam         | Niederlande                  | Ziggo Dome                   |
| 8. Juli 2012       | Amsterdam         | Niederlande                  | Ziggo Dome                   |
| 10. Juli 2012      | Köln              | Deutschland                  | Lanxess Arena                |
| 12. Juli 2012      | Brüssel           | Belgien                      | König-Baudouin-Stadion       |
| 14. Juli 2012      | Paris             | Frankreich                   | Stade de France              |
| 17. Juli 2012      | London            | Vereinigtes Königreich       | Hyde Park                    |
| 19. Juli 2012      | Birmingham        | Vereinigtes Königreich       | National Indoor Arena        |
| 21. Juli 2012      | Edinburgh         | Vereinigtes Königreich       | Murrayfield Stadium          |
| 24. Juli 2012      | Dublin            | Irland                       | Aviva Stadium                |
| 26. Juli 2012      | Paris             | Frankreich                   | Olympia (Paris)              |
| 29. Juli 2012      | Wien              | Österreich                   | Ernst-Happel-Stadion         |
| 1. August 2012     | Warschau          | Polen                        | Stadion Narodowy             |
| 4. August 2012     | Kiew              | Ukraine                      | Olympiastadion Kiew          |
| 7. August 2012     | Moskau            | Russland                     | Olimpijski                   |
| 9. August 2012     | St. Petersburg    | Russland                     | SKK Peterburgski             |
| 12. August 2012    | Helsinki          | Finnland                     | Olympiastadion Helsinki      |
| 15. August 2012    | Oslo              | Norwegen                     | Telenor Arena                |
| 18. August 2012    | Zürich            | Schweiz                      | Letzigrund                   |
| 21. August 2012    | Nizza             | Frankreich                   | Stade Charles-Ehrmann        |
| Nordamerika        |                   |                              |                              |
| 28. August 2012    | Philadelphia      | Vereinigte Staaten           | Wells Fargo Center           |
| 30. August 2012    | Montreal          | Kanada                       | Bell Centre                  |
| 1. September 2012  | Québec            | Kanada                       | Plaines d’Abraham            |
| 4. September 2012  | Boston            | Vereinigte Staaten           | TD Garden                    |
| 6. September 2012  | New York City     | Vereinigte Staaten           | Yankee Stadium               |
| 8. September 2012  | New York City     | Vereinigte Staaten           | Yankee Stadium               |
| 10. September 2012 | Ottawa            | Kanada                       | Scotiabank Place             |
| 12. September 2012 | Toronto           | Kanada                       | Air Canada Centre            |
| 13. September 2012 | Toronto           | Kanada                       | Air Canada Centre            |
| 15. September 2012 | Atlantic City     | Vereinigte Staaten           | Boardwalk Hall               |
| 19. September 2012 | Chicago           | Vereinigte Staaten           | United Center                |
| 20. September 2012 | Chicago           | Vereinigte Staaten           | United Center                |
| 23. September 2012 | Washington, D.C.  | Vereinigte Staaten           | Verizon Center               |
| 24. September 2012 | Washington, D.C.  | Vereinigte Staaten           | Verizon Center               |
| 29. September 2012 | Vancouver         | Kanada                       | Rogers Arena                 |
| 30. September 2012 | Vancouver         | Kanada                       | Rogers Arena                 |
| 2. Oktober 2012    | Seattle           | Vereinigte Staaten           | KeyArena                     |
| 3. Oktober 2012    | Seattle           | Vereinigte Staaten           | KeyArena                     |
| 6. Oktober 2012    | San José          | Vereinigte Staaten           | HP Pavilion                  |
| 7. Oktober 2012    | San José          | Vereinigte Staaten           | HP Pavilion                  |
| 10. Oktober 2012   | Los Angeles       | Vereinigte Staaten           | Staples Center               |
| 11. Oktober 2012   | Los Angeles       | Vereinigte Staaten           | Staples Center               |
| 13. Oktober 2012   | Las Vegas         | Vereinigte Staaten           | MGM Grand Garden Arena       |
| 14. Oktober 2012   | Las Vegas         | Vereinigte Staaten           | MGM Grand Garden Arena       |
| 16. Oktober 2012   | Phoenix           | Vereinigte Staaten           | US Airways Center            |
| 18. Oktober 2012   | Denver            | Vereinigte Staaten           | Pepsi Center                 |
| 21. Oktober 2012   | Dallas            | Vereinigte Staaten           | American Airlines Center     |
| 24. Oktober 2012   | Houston           | Vereinigte Staaten           | Toyota Center                |
| 25. Oktober 2012   | Houston           | Vereinigte Staaten           | Toyota Center                |
| 27. Oktober 2012   | New Orleans       | Vereinigte Staaten           | New Orleans Arena            |
| 30. Oktober 2012   | Kansas City       | Vereinigte Staaten           | Sprint Center                |
| 1. November 2012   | St. Louis         | Vereinigte Staaten           | Scottrade Center             |
| 3. November 2012   | St. Paul          | Vereinigte Staaten           | Xcel Energy Center           |
| 4. November 2012   | St. Paul          | Vereinigte Staaten           | Xcel Energy Center           |
| 6. November 2012   | Pittsburgh        | Vereinigte Staaten           | Consol Energy Center         |
| 8. November 2012   | Detroit           | Vereinigte Staaten           | Joe Louis Arena              |
| 10. November 2012  | Cleveland         | Vereinigte Staaten           | Quicken Loans Arena          |
| 12. November 2012  | New York City     | Vereinigte Staaten           | Madison Square Garden        |
| 13. November 2012  | New York City     | Vereinigte Staaten           | Madison Square Garden        |
| 15. November 2012  | Charlotte         | Vereinigte Staaten           | Time Warner Cable Arena      |
| 17. November 2012  | Atlanta           | Vereinigte Staaten           | Philips Arena                |
| 19. November 2012  | Miami             | Vereinigte Staaten           | American Airlines Arena      |
| 20. November 2012  | Miami             | Vereinigte Staaten           | American Airlines Arena      |
| 24. November 2012  | Mexiko-Stadt      | Mexiko                       | Foro Sol                     |
| 25. November 2012  | Mexiko-Stadt      | Mexiko                       | Foro Sol                     |
| Südamerika         |                   |                              |                              |
| 28. November 2012  | Medellín          | Kolumbien                    | Estadio Atanasio Girardot    |
| 29. November 2012  | Medellín          | Kolumbien                    | Estadio Atanasio Girardot    |
| 2. Dezember 2012   | Rio de Janeiro    | Brasilien                    | Parque dos Atletas           |
| 4. Dezember 2012   | São Paulo         | Brasilien                    | Estádio do Morumbi           |
| 5. Dezember 2012   | São Paulo         | Brasilien                    | Estádio do Morumbi           |
| 9. Dezember 2012   | Porto Alegre      | Brasilien                    | Estádio Olímpico Monumental  |
| 13. Dezember 2012  | Buenos Aires      | Argentinien                  | River Plate Stadium          |
| 15. Dezember 2012  | Buenos Aires      | Argentinien                  | River Plate Stadium          |
| 19. Dezember 2012  | Santiago de Chile | Chile                        | Estadio Nacional de Chile    |
| 22. Dezember 2012  | Córdoba           | Argentinien                  | Estadio Mario Alberto Kempes |

### Abgesagte und verschobene Konzerte
| ursprüngliches Datum | Stadt (Land)              | Ort                            | Grund                                       |
| -------------------- | ------------------------- | ------------------------------ | ------------------------------------------- |
| 29. Mai 2012         | Tel Aviv, Israel          | Ramat-Gan-Stadion              | Aus logistischen Gründen verschoben.        |
| 11. Juni 2012        | Zagreb, Kroatien          | Stadion Maksimir               | Aus logistischen Gründen abgesagt.          |
| 20. Oktober 2012     | Dallas                    | American Airlines Center       | Abgesagt aufgrund einer Kehlkopfentzündung. |
| 1. Dezember 2012     | Rio de Janeiro, Brasilien | Parque Olímpico Cidade do Rock | Verschoben auf den 2. Dezember 2012.        |
| Januar 2013          | Australien-Tour           | Stadion-Konzerte               | abgesagt                                    |